# Bouquelon
Bouquelon est une commune française située dans le département de l'Eure, en région Normandie.

## Géographie

### Localisation
| Marais-Vernier                         |                             | Sainte-Opportune-la-Mare   |
| Saint-Samson-de-la-Roque               | Bouquelon                   | Saint-Ouen-des-Champs      |
| Foulbec, Saint-Sulpice-de-Grimbouville | Toutainville (par un angle) | Saint-Mards-de-Blacarville |

### Hydrographie
La commune est située dans le bassin Seine-Normandie. Elle n'est drainée par aucun cours d'eau,.

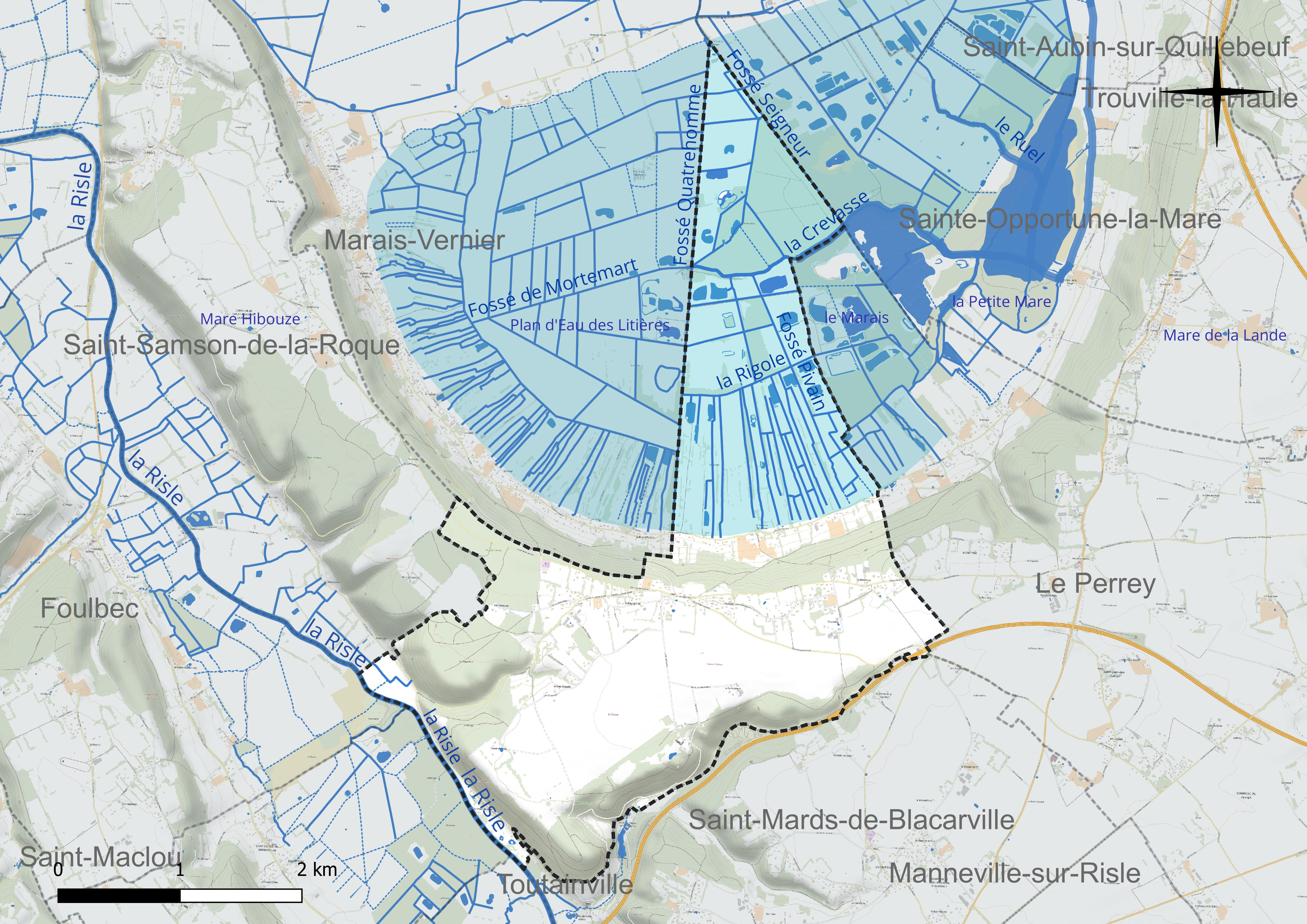
Réseau hydrographique de Bouquelon.

Quatre plans d'eau complètent le réseau hydrographique : le plan d'eau 1 de la Tourbière (1,2 ha), le plan d'eau 2 de la Tourbière (0,7 ha), le plan d'eau 3 de la Tourbière (2,3 ha) et le plan d'eau 4 de la Tourbière, d'une superficie totale de 12,2 ha (0,9 ha sur la commune),.

### Climat
Pour des articles plus généraux, voir Climat de la Normandie et Climat de l'Eure.
En 2010, le climat de la commune est de type climat océanique franc, selon une étude du CNRS s'appuyant sur une série de données couvrant la période 1971-2000. En 2020, Météo-France publie une typologie des climats de la France métropolitaine dans laquelle la commune est exposée à un climat océanique et est dans la région climatique  Côtes de la Manche orientale, caractérisée par un faible ensoleillement (1 550 h/an) ; forte humidité de l’air (plus de 20 h/jour avec humidité relative > 80 % en hiver), vents forts fréquents. Parallèlement le GIEC normand, un groupe régional d’experts sur le climat, différencie quant à lui, dans une étude de 2020, trois grands types de climats pour la région Normandie, nuancés à une échelle plus fine par les facteurs géographiques locaux. La commune est, selon ce zonage, exposée à un « climat contrasté des collines », correspondant au Pays d’Auge, Lieuvin et Roumois, moins directement soumis aux flux océaniques et connaissant toutefois des précipitations assez marquées en raison des reliefs collinaires qui favorisent leur formation.
Pour la période 1971-2000, la température annuelle moyenne est de 10,6 °C, avec  une amplitude thermique annuelle de 12,8 °C. Le cumul annuel moyen de précipitations est de 810 mm, avec 12,6 jours de précipitations en janvier et 8,1 jours en juillet. Pour la période 1991-2020, la température moyenne annuelle observée sur la station météorologique la plus proche, située sur la commune de Boulleville à 8 km à vol d'oiseau, est de 11,3 °C et le cumul annuel moyen de précipitations est de 851,2 mm,. Pour l'avenir, les paramètres climatiques de la commune estimés pour 2050 selon différents scénarios d’émission de gaz à effet de serre sont consultables sur un site dédié publié par Météo-France en novembre 2022.

### Milieux naturels et biodiversité
La commune fait partie du parc naturel régional des Boucles de la Seine normande.

## Urbanisme

### Typologie
Au 1er janvier 2024, Bouquelon est catégorisée commune rurale à habitat dispersé, selon la nouvelle grille communale de densité à 7 niveaux définie par l'Insee en 2022.
Elle est située hors unité urbaine. Par ailleurs la commune fait partie de l'aire d'attraction de Pont-Audemer, dont elle est une commune de la couronne,. Cette aire, qui regroupe 34 communes, est catégorisée dans les aires de moins de 50 000 habitants,.

### Occupation des sols
L'occupation des sols de la commune, telle qu'elle ressort de la base de données européenne d’occupation biophysique des sols Corine Land Cover (CLC), est marquée par l'importance des territoires agricoles (54,1 % en 2018), en diminution par rapport à 1990 (61,5 %). La répartition détaillée en 2018 est la suivante : 
prairies (33,4 %), forêts (33 %), terres arables (20,8 %), milieux à végétation arbustive et/ou herbacée (7,2 %), zones urbanisées (3 %), zones humides intérieures (2,7 %). L'évolution de l’occupation des sols de la commune et de ses infrastructures peut être observée sur les différentes représentations cartographiques du territoire : la carte de Cassini (XVIIIe siècle), la carte d'état-major (1820-1866) et les cartes ou photos aériennes de l'IGN pour la période actuelle (1950 à aujourd'hui).

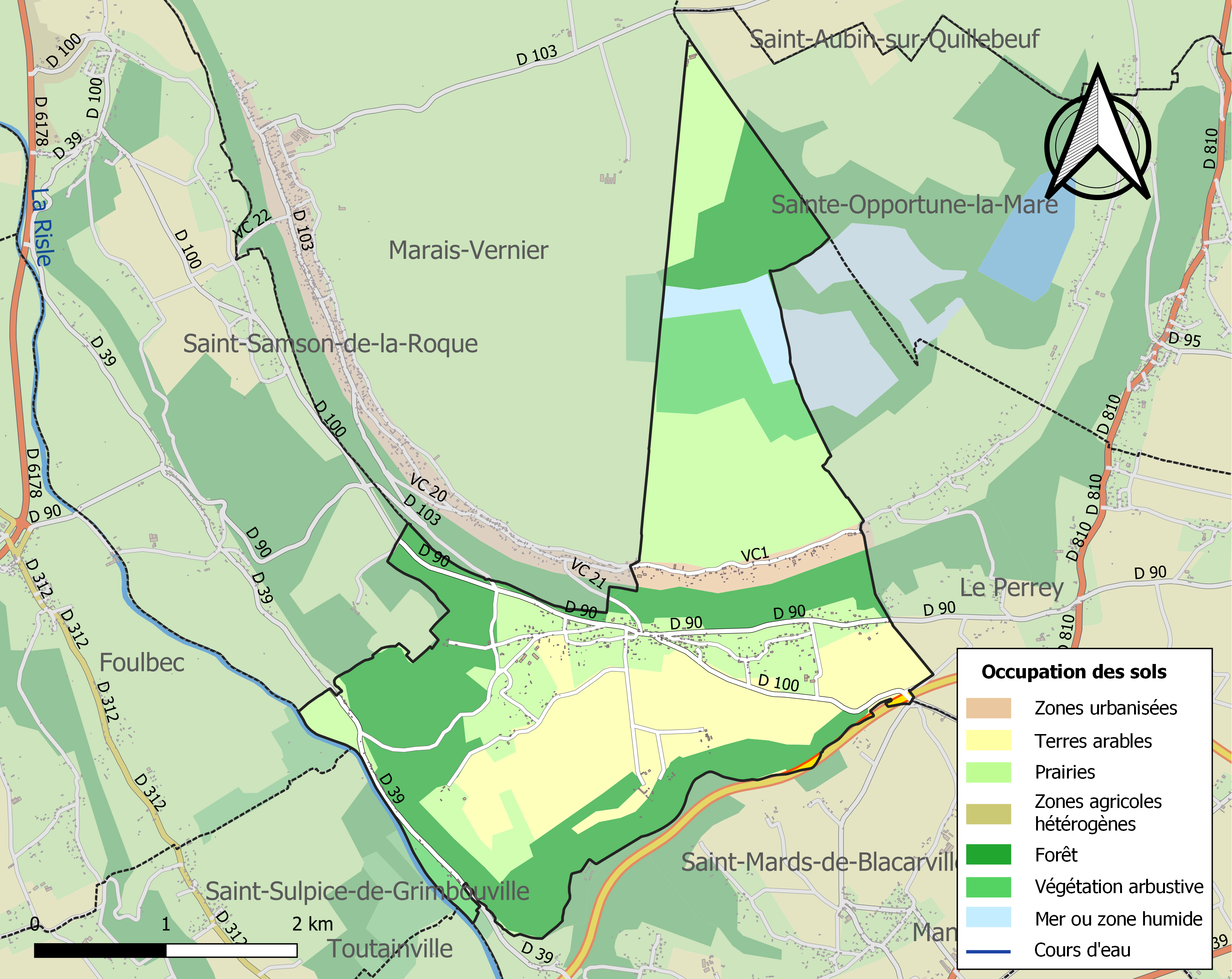
Carte des infrastructures et de l'occupation des sols de la commune en 2018 (CLC).

## Toponymie
Le nom de la localité est attesté sous les formes Bouchelon en 1180, Boquelont et Bochelont au XIIIe siècle.
Bouquelon représente le composé scandinave bok « hêtre » + lundr « bois », d'où le sens global de « hêtraie » (comprendre bóka-lundr ou *bóki-lundr (collectif) « bosquet, petit bois de hêtres »). Le substantif norrois bók « hêtre » se retrouve dans les nombreux Bouquelon, Boclon (Seine-Maritime, Bocolunda silva 1032, Bokelont 1218), la Bouquelonde tous situés en Normandie, ainsi que dans Bouquetot (Eure). Ils ont leurs équivalents exacts avec Bokalund, à Älmeboda, Suède, ainsi que dans l'ancienne région danoise du Schleswig-Holstein (Allemagne) avec Boklund (Bokelunt 1542) et Böklund et en Norvège avec Boklund, Larvik (Vestfold et Telemark), etc.
L'élément Lundr « petit bois, bosquet » est présent, quant à lui, dans les nombreux -lon, -ron, voire -non et les Londe (du féminin Lunda) de Normandie.

## Histoire
Dépendait du seigneur de Roys.

## Politique et administration
| Période                                  | Période  | Identité             | Étiquette | Qualité |
| ---------------------------------------- | -------- | -------------------- | --------- | ------- |
| Les données manquantes sont à compléter. |          |                      |           |         |
| ca 1844                                  |          | Charles-Henri Lebœuf |           |         |
| Les données manquantes sont à compléter. |          |                      |           |         |
| mars 2001                                | 2008     | Marie-Jeanine Samyn  |           |         |
| mars 2008                                | En cours | Dominique Boucher    | DVD       | Artisan |

## Population et société

### Démographie
L'évolution du nombre d'habitants est connue à travers les recensements de la population effectués dans la commune depuis 1793. Pour les communes de moins de 10 000 habitants, une enquête de recensement portant sur toute la population est réalisée tous les cinq ans, les populations de référence des années intermédiaires étant quant à elles estimées par interpolation ou extrapolation. Pour la commune, le premier recensement exhaustif entrant dans le cadre du nouveau dispositif a été réalisé en 2007.

En 2022, la commune comptait 489 habitants, en stagnation par rapport à 2016 (Eure : −0,25 %, France hors Mayotte : +2,11 %).
| 1793 | 1800 | 1806 | 1821 | 1831 | 1836 | 1841 | 1846 | 1851 |
| ---- | ---- | ---- | ---- | ---- | ---- | ---- | ---- | ---- |
| 382  | 414  | 423  | 323  | 410  | 394  | 440  | 470  | 429  |

| 1856 | 1861 | 1866 | 1872 | 1876 | 1881 | 1886 | 1891 | 1896 |
| ---- | ---- | ---- | ---- | ---- | ---- | ---- | ---- | ---- |
| 394  | 401  | 383  | 360  | 356  | 299  | 298  | 273  | 283  |

| 1901 | 1906 | 1911 | 1921 | 1926 | 1931 | 1936 | 1946 | 1954 |
| ---- | ---- | ---- | ---- | ---- | ---- | ---- | ---- | ---- |
| 298  | 275  | 289  | 253  | 265  | 250  | 274  | 262  | 270  |

| 1962 | 1968 | 1975 | 1982 | 1990 | 1999 | 2006 | 2007 | 2012 |
| ---- | ---- | ---- | ---- | ---- | ---- | ---- | ---- | ---- |
| 244  | 258  | 235  | 225  | 284  | 295  | 368  | 379  | 417  |

| 2017 | 2022 | - | - | - | - | - | - | - |
| ---- | ---- | - | - | - | - | - | - | - |
| 512  | 489  | - | - | - | - | - | - | - |

## Culture locale et patrimoine

### Lieux et monuments

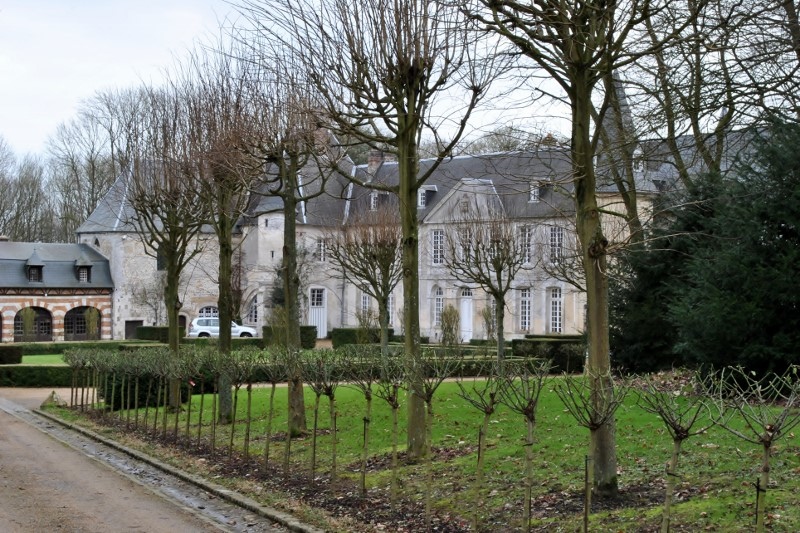
Le château du Plessis.

La commune de Bouquelon compte deux édifices inscrits et classés au titre des monuments historiques :
- le domaine du château du Plessis (XVe, XVIIIe et XIXe)  Inscrit MH (2005)  Classé MH (2011)[24]. Le domaine est composé, entre autres, d'un manoir, d'un colombier, d'un bois. La chapelle Saint-Eustache comporte des œuvres du peintre Symon Gredovin de 1608. En 1750, le château est agrandi d'une aile en retour sur le pavillon d'entrée du XIVe-XVe siècle. En 1844, une chapelle funéraire néo-gothique est édifiée par l'architecte Jacques-Eugène Barthélémy[24] à la demande de Charles-Henri Lebœuf, comte d'Osmoy, maire de la commune ;
- l'église Saint-Ouen (XIe, XIIIe et XIVe)  Inscrit MH (1948)[25]. Cette église, placée sous le patronage du seigneur de Roys, a été construite au XIe siècle. Certains éléments de cette époque subsistent (le portail ouest et une fenêtre au nord). L'édifice a été reconstruit au XIIIe siècle. La sacristie date du XVIIIe siècle[26].

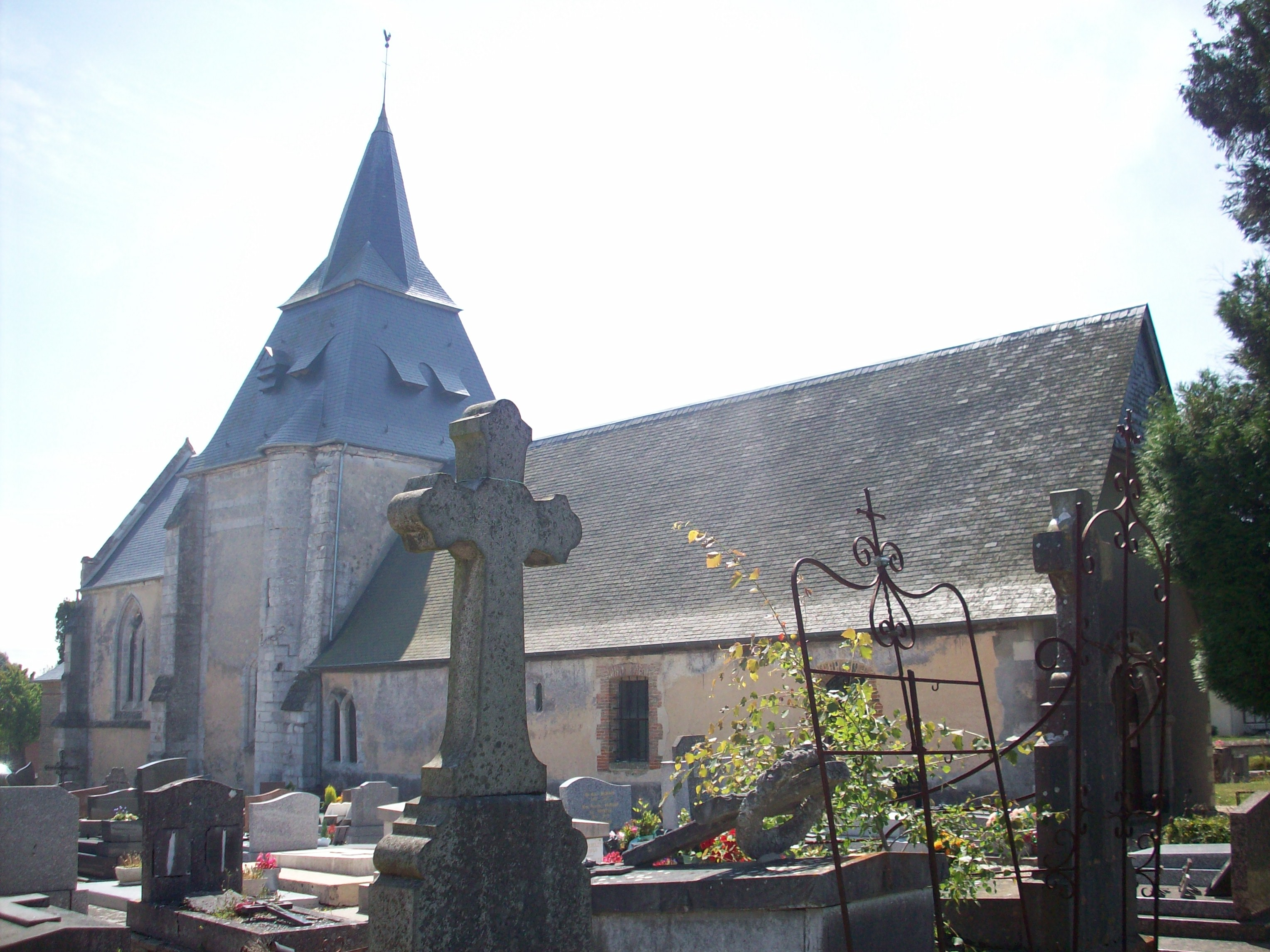
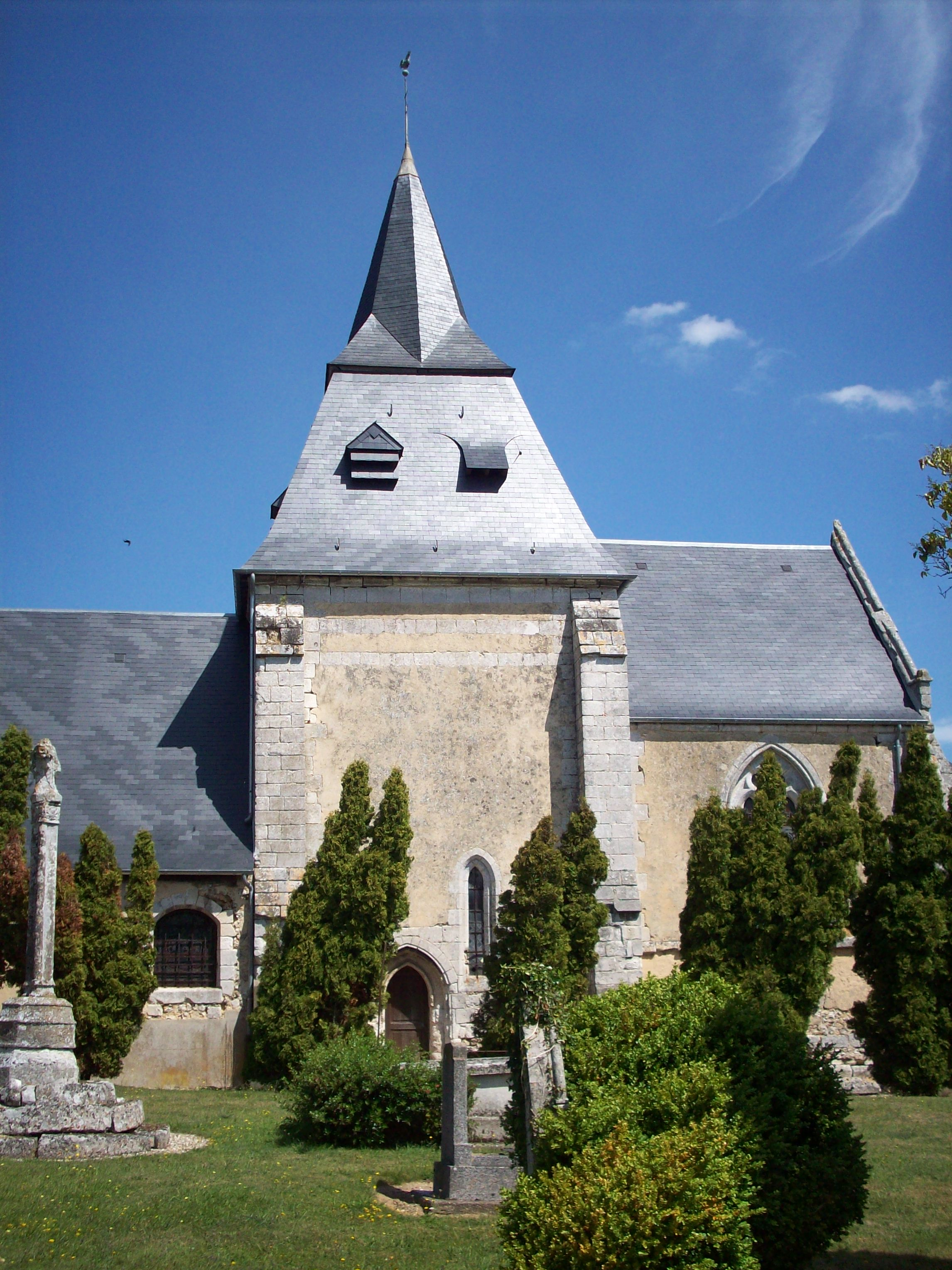

Par ailleurs, plusieurs autres édifices sont inscrits à l'inventaire général du patrimoine culturel :
- une croix de cimetière du XVIe siècle[27] ;
- une maison du XVIIIe siècle[28] ;
- une ferme du XVIIIe siècle au lieu-dit la Vallée[29].

### Personnalités liées à la commune
- Charles-Henri Lebœuf (1799 - 1862), maire de la commune, propriétaire du château du Plessis.
- Charles-François-Romain Lebœuf, comte d'Osmoy (1827 - 1894), conseiller général, député puis sénateur, fils du précédent, y a séjourné.